# Raión de Ternovka
El raión de Ternovka (ruso: Терно́вский райо́н) es un distrito administrativo y municipal (raión) ruso perteneciente a la óblast de Vorónezh. Se ubica en el noreste de la óblast. Su capital es Ternovka.
En 2021, el raión tenía una población de 17 761 habitantes.
El raión es limítrofe al norte con la óblast de Tambov. Su territorio es completamente rural.

## Subdivisiones
Comprende 41 localidades rurales. Como consecuencia de varias fusiones de ayuntamientos que tuvieron lugar entre 2014 y 2019, estas localidades se agrupan en solamente doce asentamientos rurales:
- Aleksándrovka
- Aleshki
- Bratkí
- Yésipovo
- Kisélnoye (con capital en Dubrovka)
- Kozlovka
- Kóstino-Otdelets
- Naródnoye
- Novotróitskoye
- Rusánovo
- Tambovka
- Ternovka (la capital)